# Lena Liepe
Lena Liepe, född 1962, är en svensk konstvetare som sedan 2017 är professor i ämnet  vid Linnéuniversitetet. Tidigare har hon verkat vid Lunds universitet, Universitetet i Tromsø och  Universitetet i Oslo. Hennes främsta forskningsområden är medeltida bildkonst och arkitektur i Nordeuropa, konstteori och konstvetenskaplig metod, genusperspektiv på medeltidens bildkonst samt isländskt medeltida bokmåleri. Hon är medlem i International Centre for Medieval Art (ICMA) och Svenska konstkritikersamfundet (AICA).

## Utmärkelser, ledamotskap och priser
- Ledamot av Vetenskapssocieteten i Lund (LVSL, 2003)[2]
- Ledamot av Det Norske Videnskapsakademiet